# DDR-Liga 1975/76
In 1975/76 werd het 26ste seizoen van de DDR-Liga gespeeld, de tweede klasse van de DDR. De vijf groepswinnaars speelden een eindronde waarvan de top twee promoveerde. FC Hansa Rostock promoveerde na één seizoen terug naar de DDR-Oberliga, 1. FC Union Berlin keerde na drie jaar terug. Na dit seizoen werden de tweede elftallen van Oberligaclubs uit de DDR-Liga gehaald. De FC's gingen in de Nachwuchsoberliga spelen en de BSG's in de Bezirksliga.

## Promotie-eindronde
| Plaats | Club                | Wed. | W | G | V | Saldo | Ptn. |
| ------ | ------------------- | ---- | - | - | - | ----- | ---- |
| 1.     | FC Hansa Rostock    | 8    | 5 | 3 | - | 20:8  | 13:3 |
| 2.     | 1. FC Union Berlin  | 8    | 5 | 2 | 1 | 13:8  | 12:4 |
| 3.     | BSG Motor Werdau    | 8    | 3 | 1 | 4 | 14:13 | 7:9  |
| 4.     | BSG Motor Suhl      | 8    | 2 | 1 | 5 | 12:21 | 5:11 |
| 5.     | ASG Vorwärts Dessau | 8    | 1 | 1 | 6 | 9:18  | 3:13 |

### Topschutters
|    | Speler          | Club                | Goals |
| -- | --------------- | ------------------- | ----- |
| 1. | Rainer Jarohs   | FC Hansa Rostock    | 6     |
| 2. | Peter Einecke   | BSG Motor Suhl      | 5     |
| 2. | Joachim Sigusch | 1.FC Union Berlin   | 5     |
| 4. | Peter Brändel   | BSG Motor Werdau    | 4     |
| 4. | Bernd Geibel    | BSG Motor Werdau    | 4     |
| 4. | Volker Göbel    | ASG Vorwärts Dessau | 4     |
| 4. | Dietrich Kehl   | FC Hansa Rostock    | 4     |